# Distretto di Hochdorf
Il distretto di Hochdorf (Wahlkreis Hochdorf) è un distretto del Canton Lucerna, in Svizzera. Confina con i distretti di Lucerna Campagna e di Lucerna Città a sud e di Sursee a ovest e con il Canton Argovia (distretti di Kulm e di Lenzburg a nord e di Muri a est). Ha sostituito, dal 1º gennaio 2013, l'omonimo Amt, di cui ricalca perfettamente il territorio, e il cui capoluogo era Hochdorf. Comprende il lago di Baldegg e una parte del lago di Hallwil.

## Comuni
Amministrativamente è diviso in 13 comuni:
| Stemma     | Nome        |
| ---------- | ----------- |
| Aesch      | Aesch       |
| Ballwil    | Ballwil     |
| Emmen      | Emmen       |
| Ermensee   | Ermensee    |
| Eschenbach | Eschenbach  |
| Hitzkirch  | Hitzkirch   |
| Hochdorf   | Hochdorf    |
| Hohenrain  | Hohenrain   |
| Inwil      | Inwil       |
| Rain       | Rain        |
| Römerswil  | Römerswil   |
| Rothenburg | Rothenburg  |
| Schongau   | Schongau    |
|            | Totale (14) |

### Fusioni
- 1897: Hitzkirch, Richensee  → Hitzkirch
- 2005: Herlisberg, Römerswil  → Römerswil
- 2007: Hohenrain, Lieli  → Hohenrain
- 2009: Gelfingen, Hämikon, Hitzkirch, Mosen, Müswangen, Retschwil, Sulz  → Hitzkirch
- 2021: Altwis, Hitzkirch  → Hitzkirch